# Лекавелье, Лорин
Лори́н Лекавелье́ (фр. Laurine Lecavelier [lo.ʁin lə.ka.və.lje]; род. 26 апреля 1996 года, Валь-д’Уаз, Иль-де-Франс, Франция) — французская фигуристка, выступающая в одиночном катании. Чемпионка Франции (2017) и неоднократный призёр чемпионатов Франции, победительница турниров Golden Bear of Zagreb (2016), Mentor Torun Cup (2017) и Cup of Tyrol (2017, 2019).
По состоянию на 8 августа 2019 года занимает 20-е место в рейтинге Международного союза конькобежцев (ИСУ).

## Биография
Лорин Лекавелье родилась 26 апреля 1996 года в пригороде Парижа. У Лорин есть старшая сестра, Аннабель, которая с рождения имеет проблемы со слухом. Живёт и тренируется в Колорадо-Спрингс, США.

## Карьера

### Ранние годы
В 14 лет она дебютировала на национальном чемпионате. На следующий год она появилась на международной арене в юниорском разряде. Осенью 2011 года она впервые выступала на этапах юниорского Гран-при. На следующий сезон она удачно выступила на чемпионате Франции, выиграв бронзовую медаль, что дало ей возможность представлять свою страну на юниорском чемпионате мира в Милане. Там она финишировала во второй десятке.

### Сезон 2013/2014
Следующий олимпийский сезон Лорин начала как юниорка и выступала на юниорских этапах Гран-при. Однако после того как на чемпионате Франции 2014 года она стала серебряным призёром, французская федерация фигурного катания решила отправить её на чемпионат Европы в Будапеште и включить в состав сборной страны в качестве запасной на сочинской Олимпиаде.

### Сезон 2014/2015
Осенью 2014 года она рано начала сезон в соседней Италии на Кубке Ломбардии в сентябре, где финишировала в середине турнирной таблицы. Затем последовало выступление на Кубке Ниццы, где она была пятой. Далее она дебютировала в серии Гран-при на домашнем этапе, где была предпоследней. 
В начале 2015 года француженка выступала в Стокгольме на континентальном чемпионате, где замкнула десятку. Через неделю она в Испании на зимней Универсиаде финишировала четвёртой. Заканчивала она сезон в Токио на командном чемпионате мира, где Франция заняла последнее место, но Лекавелье там была не самой худшей.

### Сезон 2015/2016
Следующей сезон французская фигуристка начала на домашнем турнире Кубок Ниццы, где выиграла бронзовую медаль. Далее она выступала в серии Гран-при на этапе в Бордо, где после короткой программы занимала только последнее место; но далее соревнования не были продолжены из-за террористической угрозы. Перед национальном чемпионатом она приняла участие в розыгрыше Трофея Северной Рейн-Вестфалии, которой она выиграла. На национальном чемпионате в сложной борьбе вновь не сумела стать чемпионкой страны в декабре 2015 года. 
В январе 2016 года она выступала в Словакии на европейском чемпионате, где вновь финишировала в конце десяти лучших. В начале марта француженка уверенно заняла второе место на Кубке Тироля. В конце месяца она дебютировала на мировом чемпионате в Бостоне, правда выступила совсем неудачно; не отобралась в произвольную программу.

### Сезон 2016/2017
Предолимпийский сезон фигуристка, по старой традиции, начала в Ницце на Кубке Ниццы, где упустила лидерства и опустилась на третье место. В середине ноября француженка выступала на домашнем этапе Гран-при в Париже, где на турнире Trophée de France финишировала на шестом месте и улучшила все свои прежние спортивные достижения. В начале декабря Лекавелье выступала в Хорватии на турнире Золотой конёк Загреба, где она совсем неудачно выступила и заняли девятое место. 
В середине декабря фигуристка приняли участие в чемпионате Франции в Кане, где впервые стала чемпионкой страны. Вскоре после Новогодних праздников француженка на Кубке Нестле Несквик в Польше в сложнейшей борьбе победила, при том, что после короткой программы она занимала восьмую позицию. 
В конце января она выступала на европейском чемпионате в Остраве, где замкнула пятёрку лучших одиночниц континента, при этом улучшила свои прежние спортивные достижения в сумме и произвольной программе. В конце марта на чемпионате мира в Хельсинки она прошла в финальную часть и заняла место во второй десятке, попутно завоевав путёвку на Олимпиаду в Пхёнчхане. Через три недели после этого фигуристка была отправлена на командный чемпионат мира, где выступила не совсем удачно.

### Сезон 2017/2018
В сентябре французская одиночница начала олимпийский сезон в Бергамо, где на Кубке Ломбардии она финишировала в десятке. Через полтора месяца фигуристка стартовала в серии Гран-при на канадском этапе, где она финишировала в середине турнирной таблицы. В середине ноября совсем неудачно выступила на домашнем этапе Гран-при, где фигуристка заняла последнее место. 
На национальном чемпионате в Нанте в середине декабря она не сумела отстоять звание чемпионки страны. В середине января 2018 года Лекавелье выступала в Москве на континентальном чемпионате, где она финишировала во второй десятке.

### Сезон 2018/2019
Новый сезон Лорин начала на этапе серии Гран-При Skate America, где она заняла пятое место. Спустя месяц, на турнире Alpen Trophy, вновь финишировала пятой. Французский этап серии Гран-При завершила с девятым итоговым результатом. На национальном чемпионате Лекавелье завоевала очередное серебро. 
В январе на чемпионате Европы она повторила свой лучший результат на континентальных чемпионатах, и как в сезоне 2016/2017 годов, заняла пятое место. Благодаря такому успешному выступлению Лекавелье получила возможность представить Францию на чемпионате мира, на котором она завершила выступления на пятнадцатом месте.

## Программы
| Сезон     | Короткая программа                                                  | Произвольная программа | Показательные номера |
| --------- | ------------------------------------------------------------------- | --- | --- |
| 2018–2019 | - «Maktub» Маркус Виана                                             | - «I'll Take Care of You» Бет Харт, Джо Бонамасса | - «Rise Up» Andra Day |
| 2017–2018 | - Лето 1942-го Мишель Легран - «Shining Silver Skies» Ashram        | - «Hopelessly Devoted to You» (из фильма «Бриолин») Джон Фаррар в исполнении Оливии Ньютон-Джон - «You're the One That I Want» (из фильма «Бриолин») Джон Фаррар в исполнении Оливии Ньютон-Джон - «Bye Bye Baby» Мэрилин Монро - «My Heart Belongs to Daddy» Мэрилин Монро | - «Breathe Me» Сиа - «Hopelessly Devoted to You» (из фильма «Бриолин») Джон Фаррар в исполнении Оливии Ньютон-Джон - «You're the One That I Want» (из фильма «Бриолин») Джон Фаррар в исполнении Оливии Ньютон-Джон |
| 2016–2017 | - «Experience» Людовико Эйнауди                                     | - «Hopelessly Devoted to You» (из фильма «Бриолин») Джон Фаррар в исполнении Оливии Ньютон-Джон - «You're the One That I Want» (из фильма «Бриолин») Джон Фаррар в исполнении Оливии Ньютон-Джон                                                                            | - «You Lost Me» Кристина Агилера |
| 2015–2016 | - «I Know You» (из фильма «Пятьдесят оттенков серого») Скайлар Грей | - «Perfidia» (из фильма «Давайте потанцуем») - «Mujer Latina» Талия - Bésame Mucho - «Mambo Swing» Big Bad Voodoo Daddy | - «Chandelier» Сиа |
| 2014–2015 | - «Carmen» Лана Дель Рей                                            | - «Love Dance» Marimuz | |
| 2013–2014 | - «Carmen» Лана Дель Рей                                            | - «A Chorus Line» Марвин Хэмлиш - Виктор/Виктория Генри Манчини | |
| 2012–2013 | - «Sing, Sing, Sing» Бенни Гудмен                                   | - «A Chorus Line» Марвин Хэмлиш - Виктор/Виктория Генри Манчини | |
| 2011–2012 | - «Assassin's Tango» (из фильма «Мистер и миссис Смит») Джон Пауэлл | - «Sing, Sing, Sing» Луи Прима - Виктор/Виктория Генри Манчини | |

## Спортивные достижения
| Соревнования                        | 09/10                        | 10/11                        | 11/12                        | 12/13                        | 13/14                        | 14/15                        | 15/16                        | 16/17                        | 17/18                        | 18/19                        |
| Международные индивидуальные        | Международные индивидуальные | Международные индивидуальные | Международные индивидуальные | Международные индивидуальные | Международные индивидуальные | Международные индивидуальные | Международные индивидуальные | Международные индивидуальные | Международные индивидуальные | Международные индивидуальные |
| ----------------------------------- | ---------------------------- | ---------------------------- | ---------------------------- | ---------------------------- | ---------------------------- | ---------------------------- | ---------------------------- | ---------------------------- | ---------------------------- | ---------------------------- |
| Чемпионаты мира                     |                              |                              |                              |                              |                              |                              | 31                           | 18                           | 14                           | 15                           |
| Чемпионаты Европы                   |                              |                              |                              |                              | 13                           | 10                           | 10                           | 5                            | 11                           | 5                            |
| Этапы Гран-при: Trophée de France   |                              |                              |                              |                              |                              | 11                           | 12                           | 6                            | 11                           | 9                            |
| Этапы Гран-при: Skate America       |                              |                              |                              |                              |                              |                              |                              |                              |                              | 5                            |
| Этапы Гран-при: Skate Canada        |                              |                              |                              |                              |                              |                              |                              |                              | 8                            |                              |
| Зимние Универсиады                  |                              |                              |                              |                              |                              | 4                            |                              |                              |                              |                              |
| Челленджеры. Alpen Trophy           |                              |                              |                              |                              |                              |                              |                              |                              |                              | 5                            |
| Челленджеры. Золотой конёк Загреба  |                              |                              |                              |                              |                              |                              |                              | 9                            |                              |                              |
| Челленджеры. Кубок Ломбардии        |                              |                              |                              |                              |                              | 7                            |                              |                              | 10                           |                              |
| Coupe Printemps                     |                              |                              |                              |                              |                              |                              |                              |                              | 4                            |                              |
| Crystal Skate                       |                              |                              |                              |                              | 1                            |                              |                              |                              |                              |                              |
| Кубок Ниццы                         |                              |                              |                              |                              |                              | 5                            | 3                            | 3                            |                              |                              |
| Cup of Tyrol                        |                              |                              |                              |                              |                              |                              | 2                            | 1                            |                              | 1                            |
| Gardena Spring Trophy               |                              |                              |                              |                              | 4                            |                              |                              |                              |                              |                              |
| Golden Bear of Zagreb               |                              |                              |                              |                              |                              |                              |                              | 1                            |                              |                              |
| Hellmut Seibt                       |                              |                              |                              |                              |                              | 3                            |                              |                              |                              |                              |
| Mladost Trophy                      |                              |                              |                              | 1                            |                              |                              |                              |                              |                              |                              |
| Mentor Torun Cup                    |                              |                              |                              |                              |                              |                              |                              | 1                            |                              |                              |
| NRW Trophy                          |                              |                              |                              |                              |                              |                              | 1                            |                              |                              |                              |
| Международные командные             |                              |                              |                              |                              |                              |                              |                              |                              |                              |                              |
| Командные чемпионаты мира           |                              |                              |                              |                              |                              |                              |                              | 6/11                         |                              | 4/10                         |
| Международные среди юниоров         |                              |                              |                              |                              |                              |                              |                              |                              |                              |                              |
| Чемпионаты мира среди юниоров       |                              |                              |                              | 13                           |                              |                              |                              |                              |                              |                              |
| Этапы юниорского Гран-при: Беларусь |                              |                              |                              |                              | 9                            |                              |                              |                              |                              |                              |
| Этапы юниорского Гран-при: Эстония  |                              |                              | 10                           |                              |                              |                              |                              |                              |                              |                              |
| Этапы юниорского Гран-при: Франция  |                              |                              |                              | 12                           |                              |                              |                              |                              |                              |                              |
| Этапы юниорского Гран-при: Италия   |                              |                              | 12                           |                              |                              |                              |                              |                              |                              |                              |
| Этапы юниорского Гран-при: Латвия   |                              |                              |                              |                              | 11                           |                              |                              |                              |                              |                              |
| Этапы юниорского Гран-при: Словения |                              |                              |                              | 9                            |                              |                              |                              |                              |                              |                              |
| Bavarian Open                       |                              |                              |                              | 1                            |                              |                              |                              |                              |                              |                              |
| Кубок Ниццы                         |                              |                              |                              | 2                            |                              |                              |                              |                              |                              |                              |
| Triglav Trophy                      |                              | 1                            |                              |                              |                              |                              |                              |                              |                              |                              |
| Национальные                        |                              |                              |                              |                              |                              |                              |                              |                              |                              |                              |
| Чемпионаты Франции                  | 10                           | 12                           | 6                            | 3                            | 2                            | 2                            | 2                            | 1                            | 2                            | 2                            |
| Master's de Patinage                |                              |                              |                              | 1J.                          | 1J.                          | 2                            | 1                            | 2                            | 2                            | 1                            |